# Janthinobacterium aquaticum
Janthinobacterium aquaticum es una especie de bacteria gramnegativa del género Janthinobacterium. Fue descrita en el año 2020. Su etimología hace referencia a acuática. Es aerobia y móvil por flagelo polar. Tiene un tamaño de 0,8-0,9 μm de ancho por 1,4-1,9 μm de largo. Forma colonias blancas y convexas. Temperatura de crecimiento entre 4-30 °C, óptima de 24 °C. Catalasa y oxidasa positivas. Es sensible a amikacina, gentamicina, kanamicina, tetraciclina, doxiciclina, minociclina, norfloxacino, ciprofloxacino y vancomicina. Resistente a oxacilina y clindamicina. Tiene un genoma de 5,73 Mpb y un contenido de G+C de 61,6%. Se ha aislado de un río en China. 